# Ngân hàng Số Vikki
Ngân hàng Trách nhiệm Hữu hạn Một thành viên Số Vikki (Vikki Bank, tên cũ Ngân hàng thương mại TNHH một thành viên Đông Á) là ngân hàng thương mại trách nhiệm hữu hạn một thành viên Việt Nam. Ngân hàng DAB thành lập ngày 1 tháng 7 năm 1992 với vốn điều lệ 20 tỉ đồng và 56 nhân viên. Tính đến ngày 31 tháng 12 năm 2014, DAB có vốn điều lệ 5000 tỉ đồng, tổng tài sản 87.258 tỉ đồng, 4183 nhân viên, 223 chi nhánh trên toàn lãnh thổ Việt Nam.

## Phát triển
Năm 2011, DongABank đạt doanh thu 2.467 tỷ đồng; lợi nhuận trước thuế lên tới 1.267 tỷ đồng, đạt kỷ lục ở nhà băng này.  Tuy nhiên, từ năm 2015, khi DongABank bị Ngân hàng Nhà nước Việt Nam ra quyết định đình chỉ các chức vụ đối với ông Trần Phương Bình và đưa DongABank vào diện kiểm soát đặc biệt, lợi nhuận kinh doanh của ngân hàng này đã giảm rõ rệt. Năm 2012, lợi nhuận trước thuế chỉ còn 777 tỷ đồng (lợi nhuận sau thuế 599 tỷ đồng); năm 2013 lợi nhuận trước thuế tiếp tục giảm còn 430 tỷ đồng (lợi nhuận sau thuế 292 tỷ đồng). Sang năm 2014, lợi nhuận trước thuế chỉ còn 35 tỷ đồng. Và sang năm 2015, DongABank còn âm vốn chủ sở hữu hơn 25.000 tỷ đồng.
Ngày 17 tháng 1 năm 2025, ngân hàng chính thức được chuyển giao bắt buộc cho Ngân hàng Phát triển TP HCM (HDBank) và chuyển đổi loại hình thành Ngân hàng thương mại Trách nhiệm hữu hạn Một thành viên.

## Bê bối
Qua điều tra về Vũ nhôm Cơ quan Cảnh sát điều tra, Bộ Công an Việt Nam đã đề nghị Viện kiểm sát nhân dân tối cao Việt Nam truy tố ông Trần Phương Bình - nguyên Tổng giám đốc Ngân hàng thương mại cổ phần Đông Á (DAB) và 20 đồng phạm hoàn tất về tội Cố ý làm trái, vi phạm quy định trong cho vay xảy ra tại DAB.  Trong hàng loạt sai phạm của ông Trần Phương Bình có việc ông Bình đã xuất quỹ sai nguyên tắc, chi 200 tỉ cho Phan Văn Anh Vũ - người đại diện theo pháp luật của Công ty cổ phần Xây dựng Bắc Nam 79 để Vũ mua cổ phần của DAB. Ông Vũ phải có trách nhiệm hoàn trả 200 tỉ đồng cho DAB. Ông Bình bị cáo buộc là người tổ chức, chỉ đạo các hoạt động ngân quỹ và đầu tư tại DAB, lạm dụng tín nhiệm chiếm đoạt tài sản gây thiệt hại cho DAB tổng số tiền 3.405 tỷ đồng. Ngoài ra, theo cơ quan điều tra, hành vi vi phạm của ông Trần Phương Bình là nguyên nhân dẫn đến việc DAB lỗ lũy kế đến 31.000 tỷ đồng và âm vốn chủ sở hữu hơn 25.000 tỷ đồng vào thời điểm cuối năm 2015.
Ngày 16 tháng 4 năm 2018, Viện kiểm sát nhân dân tối cao Việt Nam tối cao quyết định trả hồ sơ lại cho Cơ quan cảnh sát điều tra Bộ Công an để cơ quan này điều tra lại vụ án xảy ra tại Ngân hàng Đông Á. Theo Viện này, kết luận điều tra chưa làm rõ được tại sao ông Bình lại chuyển hàng chục triệu đôla cho ông Vũ và cũng chưa làm rõ được ông Vũ sử dụng tiền này để làm việc gì.